# Caran d'Ache
Caran d'Ache, pseudonimo di Emmanuel Poiré (Mosca, 6 novembre 1858 – Parigi, 25 febbraio 1909), è stato un disegnatore e umorista francese, nato in Russia. È anche considerato uno dei precursori del moderno fumetto.

## Biografia
Autore di vignette di satira politica pubblicate su vari giornali quali Le Chat noir, Le Tout-Paris, La Vie militaire, Le Journal, Le Rire e Le Figaro, prende il nome d'arte dal termine matita in lingua russa (in russo карандаш?, karandaš, "matita").
All'epoca del cosiddetto affare Dreyfus, si schierò apertamente con gli antidrefuyssardi sostenendo posizioni antisemite.
Influenzato da Rodolphe Töpffer nel 1885 pubblica Histoire de Marlborough sul modello dei lavori del maestro ginevrino. Nel 1894 progetta la realizzazione di un'opera rivoluzionaria: un lungo romanzo disegnato (come lui stesso lo definirà in una lettera indirizzata a Le Figaro) dal titolo Maestro, che avrebbe dovuto contare circa 360 pagine. L'opera non verrà mai terminata e il copioso materiale realizzato (comprendente oltre 100 pagine tra tavole ultimate e schizzi) verrà disperso in numerosi lotti dopo la morte dell'autore. Solo nel 1998 il Centre national de la bande dessinée et de l'image ha acquistato gran parte del materiale superstite che è stato pubblicato l'anno seguente. Successivamente altri schizzi del romanzo sono stati identificati tra il materiale dell'autore in possesso del Dipartimento di arti grafiche del museo del Louvre. L'attenzione rivolta negli ultimi anni a questo materiale ha permesso di attribuire a Caran d'Ache un ruolo importante nella storia del fumetto.
Tra le altre sue attività, realizzò uno spettacolo per il teatro d'ombre, intitolato l'Épopée, dedicato alla figura di Napoleone, messo in scena allo Chat Noir; inoltre fu un collaboratore del giornale Arts incohérents pubblicato dall'editore Levy.
Ottenne un buon successo al Salon des humoristes con le sue caricature.
A lui venne dedicata l'omonima azienda svizzera di cancelleria.

## Galleria d'immagini

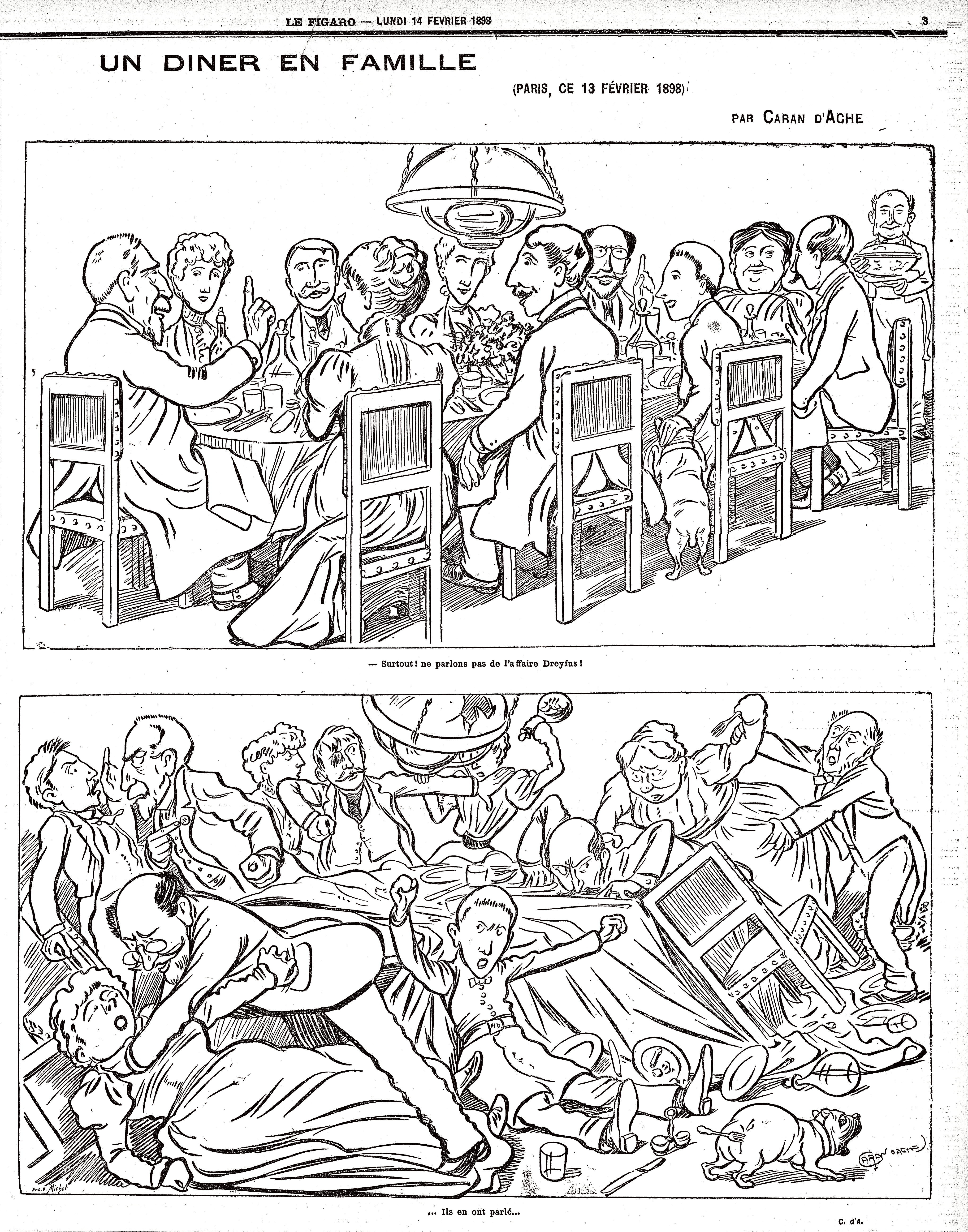
Come l'Affare Dreyfus divise la società francese, Caran d'Ache rappresenta una cena in famiglia, dove all'inizio si dichiara che "Dopotutto, meglio non discutere dell'Affare Dreyfus, successivamente, mentre i partecipanti si combattono fra di loro, si nota che "...l'hanno discusso"
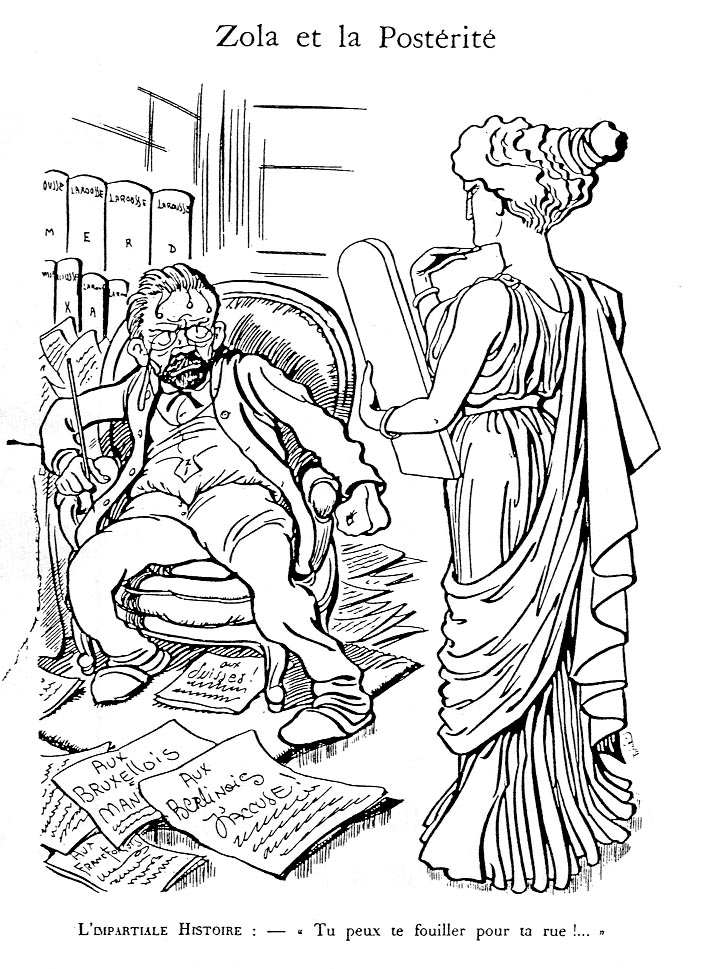
Disegno pubblicato dopo il J'accuse, che rappresenta Emile Zola di fronte all'Allegoria della Storia imparziale
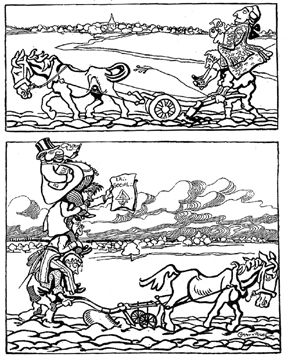
Disegno, oggigiorno interpretabile come antisemita, che mostra un contadino francese prima della rivoluzione, sopraffatto dalla nobiltà, e dopo la rivoluzione, sfruttato da ebrei, massoni e capitalisti
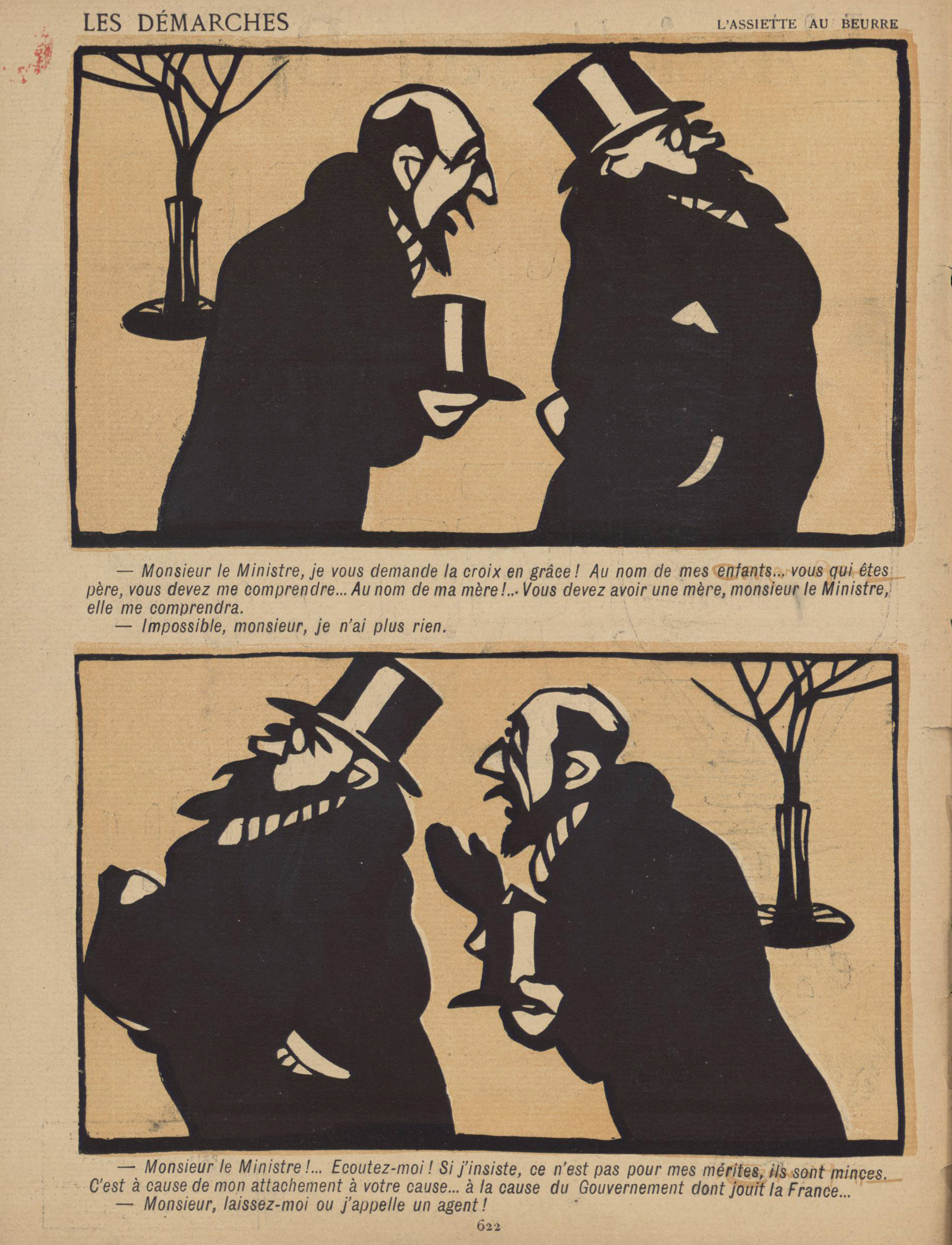
Una delle vignette sul "L'assiette au beurre" che raccontava lo Scandalo delle onorificenze della Legion d'onore del 1887 che costrinse il presidente della Repubblica Jules Grévy a dimettersi
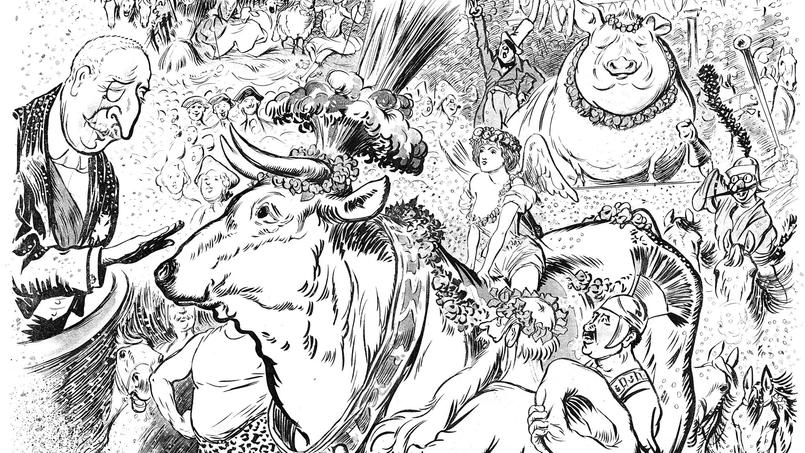
Le Bœuf Gras salutato dal presidente Félix Faure al Palazzo dell'Eliseo, pubblicato su nel  Le Figaro nel 1896
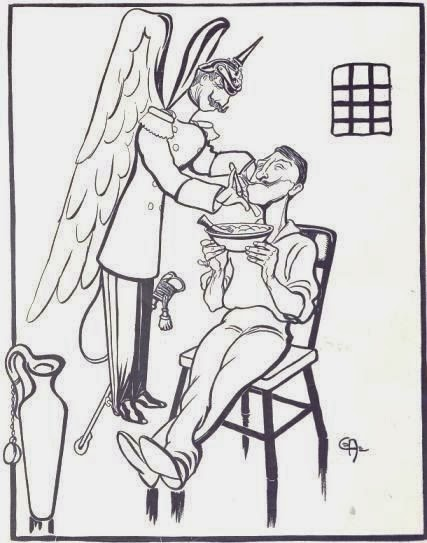
Caricatura, pubblicata su "Psst...!" nel 1898, di Georges Picquart nella sua cella nella prigione di Cherche-Midi, mentre si fa tagliare la barba da un addetto militare tedesco
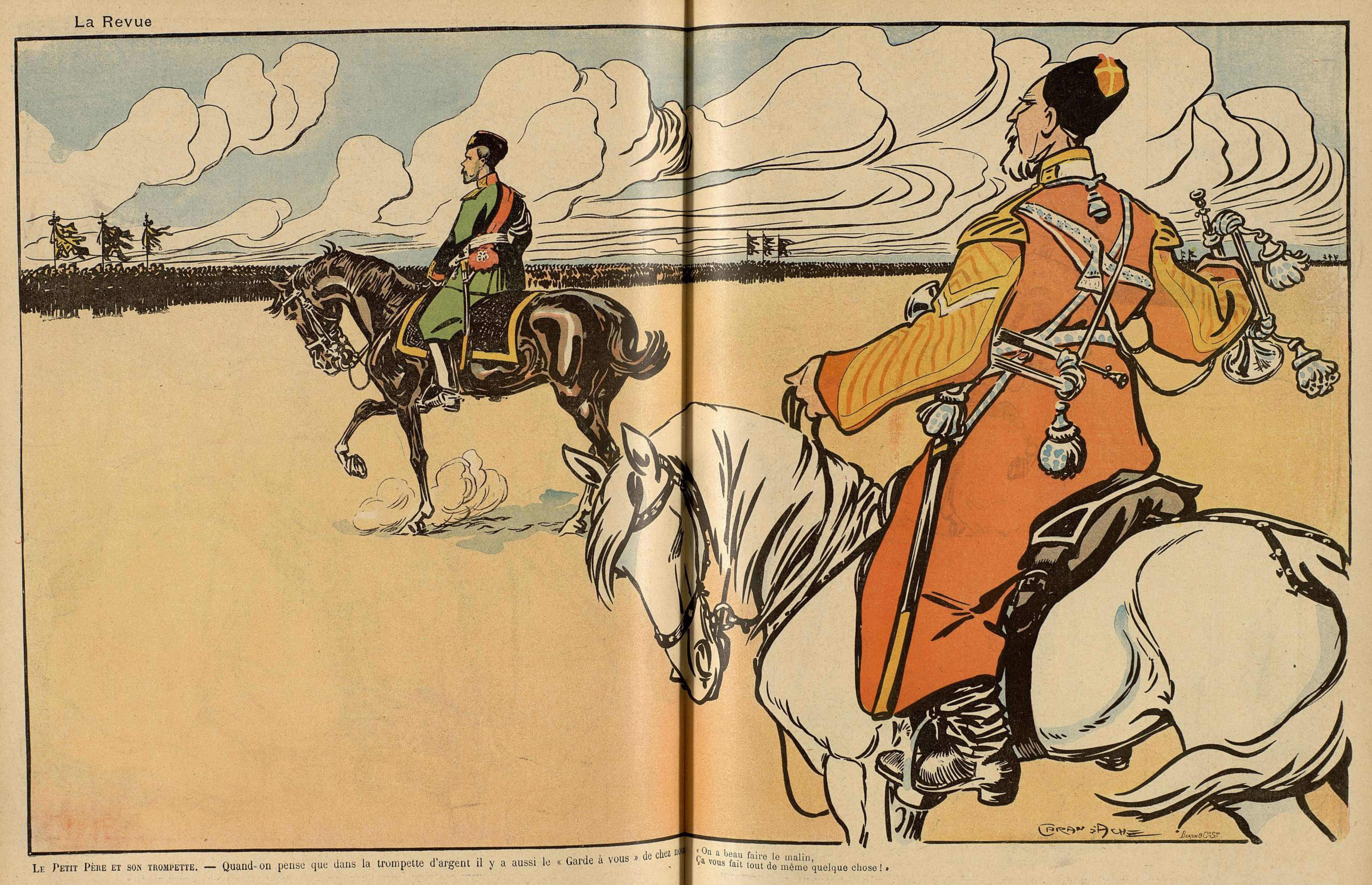
Le pagine 12-13 di "Le Rire", edizione speciale dove si racconta a vignette il viaggio del presidente Émile Loubet in Russia nel 1902